# Filtre el·líptic

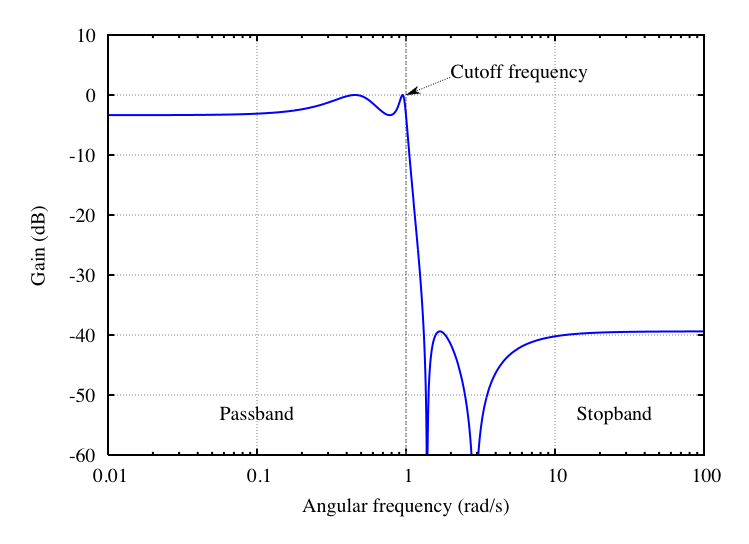
Resposta d'un filtre de Cauer.

Un filtre el·líptic o filtre de Cauer és un tipus de filtre electrònic. El seu nom es deu al matemàtic alemany Wilhelm Cauer, una de les persones que més ha contribuït al desenvolupament de la teoria de xarxes i disseny de filtres. El disseny va ser publicat a 1958, 13 anys després de la seva mort.

## Descripció
Estan dissenyats de manera que aconsegueixen estrènyer la zona de transició entre bandes i, a més, acotant l'arrissat en aquestes bandes. La diferència amb el filtre de Txebixev és que aquest només ho fa en una de les bandes.
Aquests filtres són més eficients pel fet que en minimitzar la zona de transició, davant unes mateixes restriccions aconsegueixen un menor ordre.
En canvi són els que presenten una fase menys lineal.

## Disseny
La resposta en freqüència d'un filtre passa baix el·líptic és:
{\displaystyle \left|H(\Omega )\right|^{2}={1 \over {1+\epsilon ^{2}\cdot R_{N}(\Omega /\Omega _{c})}}}, para {\displaystyle 0\leq \epsilon \leq 1}
on N és l'ordre del filtre, Ωc és la freqüència de tall, Ω és la freqüència analògica complexa (Ω = JW) i RN (x) és la  funció jacobiana el·líptica d'ordre N, normalment de primera classe :
{\displaystyle R_{N}(x)=\int _{0}^{2\pi }{\frac {1}{\sqrt {1-x^{2}\cdot \sin ^{2}{\theta }}}}d\theta }

## Altres tipus de filtres
- Filtre de Butterworth
- Filtre de Txebixev
- Filtre de Bessel